# HC Twente
HC Twente is een Nederlandse hockeyclub uit Hengelo. De club ontstond in 1999 als resultaat van een fusie tussen de hockeyclubs Hengelo (1928) en HC Akelei (1986) uit Borne.
Na de fusie verhuisde de club van Sportpark Veldwijk naar Sportpark Slangenbeek, dicht bij de Gemeente Borne, om plaats te maken voor het FC Twente-trainingscentrum. De club is sindsdien gegroeid.